# Gordon, il pirata nero
Gordon, il pirata nero è un film del 1961 diretto da Mario Costa.
È un film d'avventura italiano con Ricardo Montalbán, Vincent Price e Giulia Rubini.

## Trama
Per neutralizzare Tortuga, un malvagio pirata implicato nel traffico degli schiavi, il generoso Gordon, detto il Pirata Nero, si reca a San Salvador, base dell'iniquo commercio, sotto le mentite spoglie di un proprietario di piantagioni. Gordon, allorché individua in Romero, il segretario del Governatore, il vero responsabile e organizzatore della tratta degli schiavi, è riconosciuto da Tortuga ed imprigionato per ordine di Romero. Ma ben presto Gordon è liberato da Manuela, la figlia del Governatore, che si è innamorata di lui. Costei, a sua volta, per ritorsione è catturata da Romero e tenuta prigioniera sul vascello di Tortuga. Dopo furiosi combattimenti, Gordon uccide Tortuga, cattura Romero, libera Manuela. Allora il Governatore affida a Gordon il governo di una piccola isola popolata di schiavi liberati e gli concede la mano di Manuela.

## Produzione
Il film, diretto da Mario Costa su una sceneggiatura di John Byrne e Ottavio Poggi, fu prodotto dallo stesso Poggi per la Max Production.

## Distribuzione
Il film fu distribuito in Italia dal 15 dicembre 1961 al cinema.
Alcune delle uscite internazionali sono state:
- in Germania Ovest il 13 luglio 1962 (Der schwarze Seeteufel)
- in Francia l'8 agosto 1962 (Gordon, chevalier des mers)
- in Finlandia il 30 novembre 1962 (Gordon - musta merirosvo)
- in Svezia il 3 dicembre 1962
- negli Stati Uniti nell'agosto del 1963 (Rage of the Buccaneers, distribuito dalla Colorama Features)
- in Portogallo l'11 gennaio 1984 (Gordon, o Pirata Negro)
- in Spagna (El pirata negro)
- in Grecia (Gordon, o mavros peiratis)
- in Svezia (Svarte Piratens hämnd)
- nel Regno Unito (The Black Buccaneer)

## Critica
Secondo il Morandini è un "comunissimo film di cappa e spada, confezionato con cura, ma privo di spunti originali o divertenti".